# 岩崎吉郎
岩崎 吉郎（いわざき よしろう、1943年11月3日 - ）は、日本佐賀県出身の歴史家。

## 概要
1943年、佐賀県唐津市にて生誕。
主に古代を研究している。